# GQ Водолея
GQ Водолея (лат. GQ Aquarii) — одиночная переменная звезда в созвездии Водолея на расстоянии (вычисленном из значения параллакса) приблизительно 10775 световых лет (около 3304 парсеков) от Солнца. Видимая звёздная величина звезды — от +14,5m до +13,1m.

## Характеристики
GQ Водолея — жёлто-белая пульсирующая переменная звезда типа RR Лиры (RRAB) спектрального класса F. Эффективная температура — около 6691 К.